# Distenia dravidiana
Distenia dravidiana är en skalbaggsart som beskrevs av Charles Joseph Gahan 1906. Distenia dravidiana ingår i släktet Distenia och familjen långhorningar. Inga underarter finns listade i Catalogue of Life.